# Olympische Sommerspiele 1928/Teilnehmer (Italien)
| Gelbes Symbol für Goldmedaillen mit stilisierten Olympischen Ringen | Graues Symbol für Silbermedaillen mit stilisierten Olympischen Ringen | Braundes Symbol für Bronzemedaillen mit stilisierten Olympischen Ringen |
| ------------------------------------------------------------------- | --------------------------------------------------------------------- | ----------------------------------------------------------------------- |
| 7                                                                   | 5                                                                     | 7                                                                       |

Italien nahm an den Olympischen Sommerspielen 1928 in Amsterdam, Niederlande, mit einer Delegation von 163 Sportlern (145 Männer und 18 Frauen) teil.

## Medaillengewinner

### Gold
| Name(n) | Sportart | Wettkampf                        |
| --- | -------- | -------------------------------- |
| Vittorio Tamagnini                                                                                               | Boxen    | Bantamgewicht                    |
| Carlo Orlandi | Boxen    | Leichtgewicht                    |
| Piero Toscani | Boxen    | Mittelgewicht                    |
| Giorgio Chiavacci, Giulio Gaudini, Giocchino Guaragna, Giorgio Pessina, Ugo Pignotti & Oreste Puliti             | Fechten  | Florett, Mannschaft              |
| Carlo Agostoni, Marcello Bertinetti, Giulio Basletta, Giancarlo Cornaggia Medici, Renzo Minoli & Franco Riccardi | Fechten  | Degen, Mannschaft                |
| Marco Cattaneo, Cesare Facciani, Mario Lusiani & Luigi Tasselli                                                  | Radsport | 4000 Meter Mannschaftsverfolgung |
| Valerio Perentin, Giliante D’Este, Nicolò Vittori, Giovanni Delise & Renato Petronio                             | Rudern   | Vierer mit Steuermann            |

### Silber
| Name(n) | Sportart     | Wettkampf                    |
| --- | ------------ | ---------------------------- |
| Renato Anselmi, Bino Bini, Gustavo Marzi, Oreste Puliti, Emilio Salafia & Giulio Sarracchi | Fechten      | Säbel, Mannschaft            |
| Pierino Gabetti | Gewichtheben | Federgewicht                 |
| Carlo Galimberti | Gewichtheben | Mittelgewicht                |
| Romeo Neri | Turnen       | Reck                         |
| Bianca Ambrosetti, Lavinia Gianoni, Luigina Giavotti, Virginia Giorgi, Germana Malabarba, Carla Marangoni, Luigina Perversi, Diana Pizzavini, Anna Luisa Tanzini, Carolina Tronconi, Ines Vercesi & Rita Vittadini | Turnen       | Frauen, Mannschaftsmehrkampf |

### Bronze
| Name(n) | Sportart | Wettkampf                         |
| --- | -------- | --------------------------------- |
| Carlo Cavagnoli | Boxen    | Fliegengewicht                    |
| Giulio Gaudini | Fechten  | Florett, Einzel                   |
| Bino Bini | Fechten  | Säbel, Einzel                     |
| Adolfo Baloncieri, Elvio Banchero, Delfo Bellini, Fulvio Bernardini, Umberto Caligaris, Gianpiero Combi, Valentino Degani, Giovanni De Prà, Attilio Ferraris, Felice Gasperi, Pietro Genovesi, Antonio Janni, Virgilio Felice Levratto, Mario Magnozzi, Piero Pastore, Silvio Pietroboni, Alfredo Pitto, Enrico Rivolta, Virginio Rosetta, Gino Rossetti, Angelo Schiavio | Fußball  | Herrenwettkampf                   |
| Giovanni Gozzi | Ringen   | Bantamgewicht, griechisch-römisch |
| Gerolamo Quaglia | Ringen   | Federgewicht, griechisch-römisch  |
| Cesare Rossi, Pietro Freschi, Umberto Bonadè & Paolo Gennari | Rudern   | Vierer ohne Steuermann            |

## Teilnehmer nach Sportarten

### Boxen
- Carlo Cavagnoli
Fliegengewicht: Bronze

- Vittorio Tamagnini
Bantamgewicht: Gold

- Fausto Montefiori
Federgewicht: 9. Platz

- Carlo Orlandi
Leichtgewicht: Gold

- Romano Caneva
Weltergewicht: 5. Platz

- Piero Toscani
Mittelgewicht: Gold

- Domenico Ceccarelli
Halbschwergewicht: 9. Platz

### Fechten
- Giulio Gaudini
Florett, Einzel: Bronze 
Florett, Mannschaft: Gold

- Oreste Puliti
Florett, Einzel: 4. Platz
Florett, Mannschaft: Gold 
Säbel, Mannschaft: Silber

- Ugo Pignotti
Florett, Einzel: 7. Platz
Florett, Mannschaft: Gold

- Giorgio Pessina
Florett, Mannschaft: Gold

- Gioacchino Guaragna
Florett, Mannschaft: Gold

- Giorgio Chiavacci
Florett, Mannschaft: Gold

- Giulio Basletta
Degen, Mannschaft: Gold

- Marcello Bertinetti
Degen, Mannschaft: Gold

- Giancarlo Cornaggia Medici
Degen, Mannschaft: Gold

- Carlo Agostoni
Degen, Mannschaft: Gold

- Renzo Minoli
Degen, Mannschaft: Gold

- Franco Riccardi
Degen, Mannschaft: Gold

- Bino Bini
Säbel, Einzel: Bronze 
Säbel, Mannschaft: Silber

- Gustavo Marzi
Säbel, Einzel: 4. Platz
Säbel, Mannschaft: Silber

- Arturo De Vecchi
Säbel, Einzel: 7. Platz

- Giulio Sarrocchi
Säbel, Mannschaft: Silber

- Renato Anselmi
Säbel, Mannschaft: Silber

- Emilio Salafia
Säbel, Mannschaft: Silber

### Fußball
- Herrenteam
Bronze

- Kader
Adolfo Baloncieri
Elvio Banchero
Delfo Bellini
Fulvio Bernardini
Umberto Caligaris
Gianpiero Combi
Giovanni De Prà
Pietro Genovesi
Antonio Janni
Virgilio Felice Levratto
Mario Magnozzi
Silvio Pietroboni
Alfredo Pitto
Enrico Rivolta
Virginio Rosetta
Gino Rossetti
Angelo Schiavio
Valentino Degani
Piero Pastore
Attilio Ferraris
Felice Gasperi
Trainer: Augusto Rangone

### Gewichtheben
- Pierino Gabetti
Federgewicht: Silber

- Giuseppe Conca
Federgewicht: 4. Platz

- Gastone Pierini
Leichtgewicht: 8. Platz

- Carlo Galimberti
Mittelgewicht: Silber

- Giuseppe Tonani
Schwergewicht: 7. Platz

- Francesco Mercoli
Schwergewicht: 10. Platz

### Leichtathletik
- Edgardo Toetti
100 Meter: Vorläufe
200 Meter: Vorläufe
4 × 100 Meter: Vorläufe

- Franco Reyser
100 Meter: Vorläufe
4 × 100 Meter: Vorläufe

- Giuseppe Castelli
200 Meter: Viertelfinale
4 × 100 Meter: Vorläufe

- Guido Cominotto
800 Meter: Halbfinale
4 × 400 Meter: Vorläufe

- Ettore Tavernari
800 Meter: Vorläufe
4 × 400 Meter: Vorläufe

- Luigi Beccali
1500 Meter: Vorläufe

- Giuseppe Ferrera
Marathon: 34. Platz

- Romeo Bertini
Marathon: DNF

- Attilio Conton
Marathon: DNF

- Stefano Natale
Marathon: DNF

- Giacomo Carlini
110 Meter Hürden: Vorläufe
4 × 400 Meter: Vorläufe

- Luigi Facelli
400 Meter Hürden: 6. Platz
4 × 400 Meter: Vorläufe

- Nello Bartolini
3000 Meter Hindernis: Vorläufe

- Enrico Torre
4 × 100 Meter: Vorläufe
Weitsprung: 25. Platz in der Qualifikation

- Virgilio Tommasi
Weitsprung: 25. Platz in der Qualifikation

- Albino Pighi
Diskuswurf: 19. Platz in der Qualifikation

- Camillo Zemi
Diskuswurf: 23. Platz in der Qualifikation
Hammerwurf: 13. Platz in der Qualifikation

- Armando Poggioli
Hammerwurf: 4. Platz

- Derna Polazzo
Frauen, 100 Meter: Vorläufe
Frauen, 4 × 100 Meter: 6. Platz

- Luigia Bonfanti
Frauen, 100 Meter: Vorläufe
Frauen, 4 × 100 Meter: 6. Platz

- Matilde Moraschi
Frauen, 100 Meter: Vorläufe

- Giannina Marchini
Frauen, 800 Meter: Vorläufe
Frauen, 4 × 100 Meter: 6. Platz

- Vittorina Vivenza
Frauen, 4 × 100 Meter: 6. Platz

- Piera Borsani
Frauen, Diskuswurf: 13. Platz

### Moderner Fünfkampf
- Eugenio Pagnini
Einzel: 11. Platz

- Luigi Petrillo
Einzel: 15. Platz

- Carlo Simonetti
Einzel: 18. Platz

### Radsport
- Allegro Grandi
Straßenrennen, Einzel: 4. Platz
Straßenrennen, Mannschaft: 4. Platz

- Michele Orecchia
Straßenrennen, Einzel: 16. Platz
Straßenrennen, Mannschaft: 4. Platz

- Ambrogio Beretta
Straßenrennen, Einzel: 29. Platz
Straßenrennen, Mannschaft: 4. Platz

- Marcello Neri
Straßenrennen, Einzel: 30. Platz
Straßenrennen, Mannschaft: 4. Platz

- Edoardo Severgnini
Sprint: 2. Runde

- Angelo Cattaneo
1000 Meter Zeitfahren: 9. Platz

- Francesco Malatesta
Tandem: 4. Platz

- Adolfo Corsi
Tandem: 4. Platz

- Luigi Tasselli
4000 Meter Mannschaftsverfolgung: Gold

- Giacomo Gaioni
4000 Meter Mannschaftsverfolgung: Gold

- Cesare Facciani
4000 Meter Mannschaftsverfolgung: Gold

- Mario Lusiani
4000 Meter Mannschaftsverfolgung: Gold

### Reiten
- Francesco Fourquet
Springreiten, Einzel: 7. Platz
Springreiten, Mannschaft: 4. Platz

- Alessandro Bettoni Cazzago
Springreiten, Einzel: 21. Platz
Springreiten, Mannschaft: 4. Platz

- Tommaso Lequio di Assaba
Springreiten, Einzel: 24. Platz
Springreiten, Mannschaft: 4. Platz
Vielseitigkeit, Einzel: DNF
Vielseitigkeit, Mannschaft: Kein Ergebnis

- Giuseppe Valenzano
Vielseitigkeit, Einzel: 14. Platz
Vielseitigkeit, Mannschaft: Kein Ergebnis

- Eugenio Cerboneschi
Vielseitigkeit, Einzel: 23. Platz
Vielseitigkeit, Mannschaft: Kein Ergebnis

### Ringen
- Giovanni Gozzi
Bantamgewicht, griechisch-römisch: Bronze

- Gerolamo Quaglia
Federgewicht, griechisch-römisch: Bronze

- Piero Postini
Leichtgewicht, griechisch-römisch: 13. Platz

- Enrico Bonassin
Mittelgewicht, griechisch-römisch: 7. Platz

- Aleardo Donati
Schwergewicht, griechisch-römisch: 7. Platz

### Rudern
- Michelangelo Bernasconi
Einer: Achtelfinale

- Adriano Tuzi
Doppelzweier: 2. Runde

- Mario Melchiori
Doppelzweier: 2. Runde

- Romeo Sisti
Zweier ohne Steuermann: 4. Platz

- Nino Bolzoni
Zweier ohne Steuermann: 4. Platz

- Pier Luigi Vestrini
Zweier mit Steuermann: Viertelfinale

- Renzo Vestrini
Zweier mit Steuermann: Viertelfinale

- Cesare Milani
Zweier mit Steuermann: Viertelfinale

- Cesare Rossi
Vierer ohne Steuermann: Bronze

- Pietro Freschi
Vierer ohne Steuermann: Bronze

- Umberto Bonadè
Vierer ohne Steuermann: Bronze

- Paolo Gennari
Vierer ohne Steuermann: Bronze

- Valerio Perentin
Vierer mit Steuermann: Gold

- Giliante D’Este
Vierer mit Steuermann: Gold

- Nicolò Vittori
Vierer mit Steuermann: Gold

- Giovanni Delise
Vierer mit Steuermann: Gold

- Renato Petronio
Vierer mit Steuermann: Gold

- Medardo Lamberti
Achter: Viertelfinale

- Arturo Moroni
Achter: Viertelfinale

- Vittore Stocchi
Achter: Viertelfinale

- Guglielmo Carubbi
Achter: Viertelfinale

- Amilcare Canevari
Achter: Viertelfinale

- Medardo Galli
Achter: Viertelfinale

- Giulio Lamberti
Achter: Viertelfinale

- Benedetto Borella
Achter: Viertelfinale

- Angelo Polledri
Achter: Viertelfinale

### Schwimmen
- Antonio Conelli
100 Meter Freistil: Halbfinale
4 × 200 Meter Freistil: Vorläufe

- Emilio Polli
100 Meter Freistil: Halbfinale
4 × 200 Meter Freistil: Vorläufe

- Paolo Costoli
400 Meter Freistil: Vorläufe
4 × 200 Meter Freistil: Vorläufe

- Giuseppe Perentin
1500 Meter Freistil: Halbfinale
4 × 200 Meter Freistil: Vorläufe

- Giovanni Gambi
1500 Meter Freistil: Vorläufe

### Segeln
- Tito Nordio
12-Fuß-Jolle: 6. Platz

- Francesco Cameli
6-Meter-Klasse: 10. Platz

- Giacomo Tarsis Di Brolo
6-Meter-Klasse: 10. Platz

- Giovanni Reggio
6-Meter-Klasse: 10. Platz

- Giuliano Oberti
6-Meter-Klasse: 10. Platz

- Massimo Oberti
6-Meter-Klasse: 10. Platz

- Carlo Alberto D’Albertis
8-Meter-Klasse: 4. Platz

- Edoardo Moscatelli
8-Meter-Klasse: 4. Platz

- Francesco Giovanelli
8-Meter-Klasse: 4. Platz

- Guido Giovanelli
8-Meter-Klasse: 4. Platz

- Marcantonio De Beaumont-Bonelli
8-Meter-Klasse: 4. Platz

- Mario Bruzzone
8-Meter-Klasse: 4. Platz

### Turnen
- Romeo Neri
Einzelmehrkampf: 4. Platz
Mannschaftsmehrkampf: 6. Platz
Barren: 12. Platz
Pferdsprung: 16. Platz
Reck: Silber 
Ringe: 4. Platz
Seitpferd: 19. Platz

- Mario Lertora
Einzelmehrkampf: 20. Platz
Mannschaftsmehrkampf: 6. Platz
Barren: 7. Platz
Pferdsprung: 46. Platz
Reck: 21. Platz
Ringe: 24. Platz
Seitpferd: 31. Platz

- Vittorio Lucchetti
Einzelmehrkampf: 26. Platz
Mannschaftsmehrkampf: 6. Platz
Barren: 30. Platz
Pferdsprung: 81. Platz
Reck: 4. Platz
Ringe: 14. Platz
Seitpferd: 24. Platz

- Ferdinando Mandrini
Einzelmehrkampf: 30. Platz
Mannschaftsmehrkampf: 6. Platz
Barren: 45. Platz
Pferdsprung: 49. Platz
Reck: 11. Platz
Ringe: 33. Platz
Seitpferd: 28. Platz

- Giuseppe Lupi
Einzelmehrkampf: 32. Platz
Mannschaftsmehrkampf: 6. Platz
Barren: 34. Platz
Pferdsprung: 76. Platz
Reck: 16. Platz
Ringe: 28. Platz
Seitpferd: 26. Platz

- Mario Tambini
Einzelmehrkampf: 41. Platz
Mannschaftsmehrkampf: 6. Platz
Barren: 58. Platz
Pferdsprung: 64. Platz
Reck: 28. Platz
Ringe: 44. Platz
Seitpferd: 46. Platz

- Giuseppe Paris
Einzelmehrkampf: 53. Platz
Mannschaftsmehrkampf: 6. Platz
Barren: 76. Platz
Pferdsprung: 61. Platz
Reck: 44. Platz
Ringe: 30. Platz
Seitpferd: 37. Platz

- Ezio Roselli
Einzelmehrkampf: 58. Platz
Mannschaftsmehrkampf: 6. Platz
Barren: 75. Platz
Pferdsprung: 80. Platz
Reck: 61. Platz
Ringe: 28. Platz
Seitpferd: 50. Platz

- Bianca Ambrosetti
Frauen, Mannschaftsmehrkampf: Silber

- Lavinia Gianoni
Frauen, Mannschaftsmehrkampf: Silber

- Luigina Perversi
Frauen, Mannschaftsmehrkampf: Silber

- Diana Pizzavini
Frauen, Mannschaftsmehrkampf: Silber

- Luigina Giavotti
Frauen, Mannschaftsmehrkampf: Silber

- Anna Luisa Tanzini
Frauen, Mannschaftsmehrkampf: Silber

- Carolina Tronconi
Frauen, Mannschaftsmehrkampf: Silber

- Ines Vercesi
Frauen, Mannschaftsmehrkampf: Silber

- Rita Vittadini
Frauen, Mannschaftsmehrkampf: Silber

- Virginia Giorgi
Frauen, Mannschaftsmehrkampf: Silber

- Germana Malabarba
Frauen, Mannschaftsmehrkampf: Silber

- Carla Marangoni
Frauen, Mannschaftsmehrkampf: Silber

### Wasserspringen
- Luciano Cozzi
Kunstspringen: Vorläufe

- Ezio Selva
Turmspringen: Vorläufe

- Luigi Cangiullo
Turmspringen: Vorläufe